# Chetone di Michler
Il chetone di Michler, conosciuto anche come 4,4'-bis(dimetilammino)benzofenone, è un composto organico avente formula chimica [(CH3)2NC6H4]2CO. Questo derivato del benzofenone, ricco di elettroni, è un intermedio impiegato nella produzione di coloranti e pigmenti, tra cui il violetto di metile o il verde malachite, nonché negli usi come fotosensibilizzante. Deve il suo nome al chimico tedesco Wilhelm Michler, che lo scoprì e lo sintetizzò nel 1875.

## Sintesi
Il chetone viene ancora oggi preparato nello stesso modo della sintesi originale di Michler, ovvero impiegando un'acilazione di Friedel-Crafts della dimetilanilina (C6H5NMe2) mediante fosgene (COCl2) o altro reagente equivalente (ad esempio il trifosgene):
COCl2  +  2 C6H5NMe2   →   (Me2NC6H4)2CO  +  2 HCl
Allo stesso modo viene prodotto un suo derivato, il tetraetile (Et2NC6H4)2CO, anch'esso precursore di alcuni pigmenti.

## Impieghi
Il chetone di Michler è un intermedio impiegato nella sintesi di coloranti e pigmenti utilizzati su carta, tessuti e cuoio. La sua condensazione con vari derivati dell'anilina produce diversi composti della famiglia del violetto di metile, tra cui il violetto di genziana.
La condensazione con la N-fenil-1-naftilammina produce il Victoria Blue B (CI Basic Blue 26), utilizzato per la colorazione di alcune carte e nella produzione di pasta e inchiostro per le penne a sfera.
Il chetone di Michler è comunemente utilizzato come additivo in alcuni coloranti e pigmenti come sensibilizzante per le fotoreazioni grazie alle sue proprietà di assorbimento. È un sensibilizzante efficace, a condizione che il trasferimento di energia sia esotermico e che la concentrazione dell'accettore sia sufficientemente elevata da impedire la fotoreazione del chetone di Michler con se stesso. In particolare, il chetone di Michler assorbe radiazioni a 366 nm e sensibilizza efficacemente reazioni fotochimiche, come la dimerizzazione del butadiene a 1,2-divinilciclobutano.

## Composti simili
Il p-dimetilamminobenzofenone è simile al chetone di Michler, ma con un solo gruppo amminico. La base di Michler ha la stessa struttura del chetone, ad eccezione della funzione chetonica. L'auramina O, un colorante giallo dorato, ha una struttura simile, ma con un gruppo imminico al posto del carbonile (più precisamente il sale di cloro del catione imminio [(CH3)2NC6H4]2CNH2+). Il tione di Michler, avente formula chimica [(CH3)2NC6H4]2CS, è prodotto dal trattamento del chetone di Michler con acido solfidrico in presenza di un acido, oppure dalla solforazione dell'auramina O.